# Adolphe II d'Anhalt-Zerbst
Adolphe II d'Anhalt-Zerbst (né le 16 octobre 1458 - mort le 24 mars 1526, à Mersebourg), est un prince allemand de la maison d'Ascanie, régnant sur la principauté d'Anhalt-Köthen et devenant évêque catholique de Mersebourg. Jusqu'à sa mort, il s'oppose fortement à Martin Luther.

## Biographie
Adolphe II est le cinquième et dernier fils de Adolphe Ier d'Anhalt-Köthen et de son épouse Cordula, fille d'Albert III, comte de Lindow-Ruppin.
En 1471, Adolphe commence ses études à l'université de Leipzig et en 1475, il est élu recteur. Parce qu'Adolphe et son frères Magnus ont décidé de devenir prêtres et leur frère Guillaume franciscain, leur père Adolphe Ier est contraint d'établir un accord de succession avec la lignée d'Anhalt-Dessau de la maison d'Ascanie, représentée par Georges Ier, afin d'assurer l'existence de la principauté. Le contrat stipule que Adolphe Ier régnera conjointement avec le fils de Georges Ier Valdemar VI, et que le demi-frère d'Adolphe Ier, Albert VI continuera d'être le corégent de Valdemar VI après la mort d'Adolphe.
Après la mort d'Albert VI en 1475, Adolphe II et son frère Magnus succède à leur oncle comme corégent d'Anhalt-Kothen avec le fils d'Albert VI, leur cousin Philippe, et Valdemar VI d'Anhalt-Dessau. Adolphe II utilise le titre de « Seigneur de Zerbst » afin d'identifier la partie de la principauté où il réside.
En 1488 Adolphe II devient prévôt de la cathédrale de Magdebourg, puis il est ordonné prêtre deux ans après en 1490. Le 5 juillet 1507, il est nommé comme coadjuteur à l'évêque Thilo de Mersebourg et il lui succède le 5 mars 1514 comme évêque de Mersebourg. En dépit de sa fonction spirituelle, Adolphe participe activement au gouvernement de sa principauté pendant plusieurs années. Ce n'est qu'en 1508 qu'il renonce formellement à ses droits, ainsi que son frère Magnus.
Son administration du diocèse de Mersebourg est prudente et bienfaisante. Outre ses tâches administratives, il prêche et enseigne également. Bien qu'il accepte fondamentalement la justification de la doctrine de la foi proclamée par Martin Luther, il rejette toute intervention dans l'ordre existant de l'Église. En 1520, il ordonne de brûler les livres de Luther et interdit la lecture de la traduction allemande la Bible en 1522. En 1523, Adolphe réclame au duc Georges de Saxe l'expulsion de Leipzig du ministre du culte luthérien Sébastian Fröschel. Le 3 mai 1525, il est obligé de fuir après les troubles fomentés par les Réformés de Leipzig. Adolphe meurt dix mois plus tard à Mersebourg.